# Carum takenakae
Carum takenakae är en flockblommig växtart som beskrevs av Masao Kitagawa. Carum takenakae ingår i släktet kumminsläktet, och familjen flockblommiga växter. Inga underarter finns listade i Catalogue of Life.